# Porțile de Fier I

Animație 3D a zonei barajului

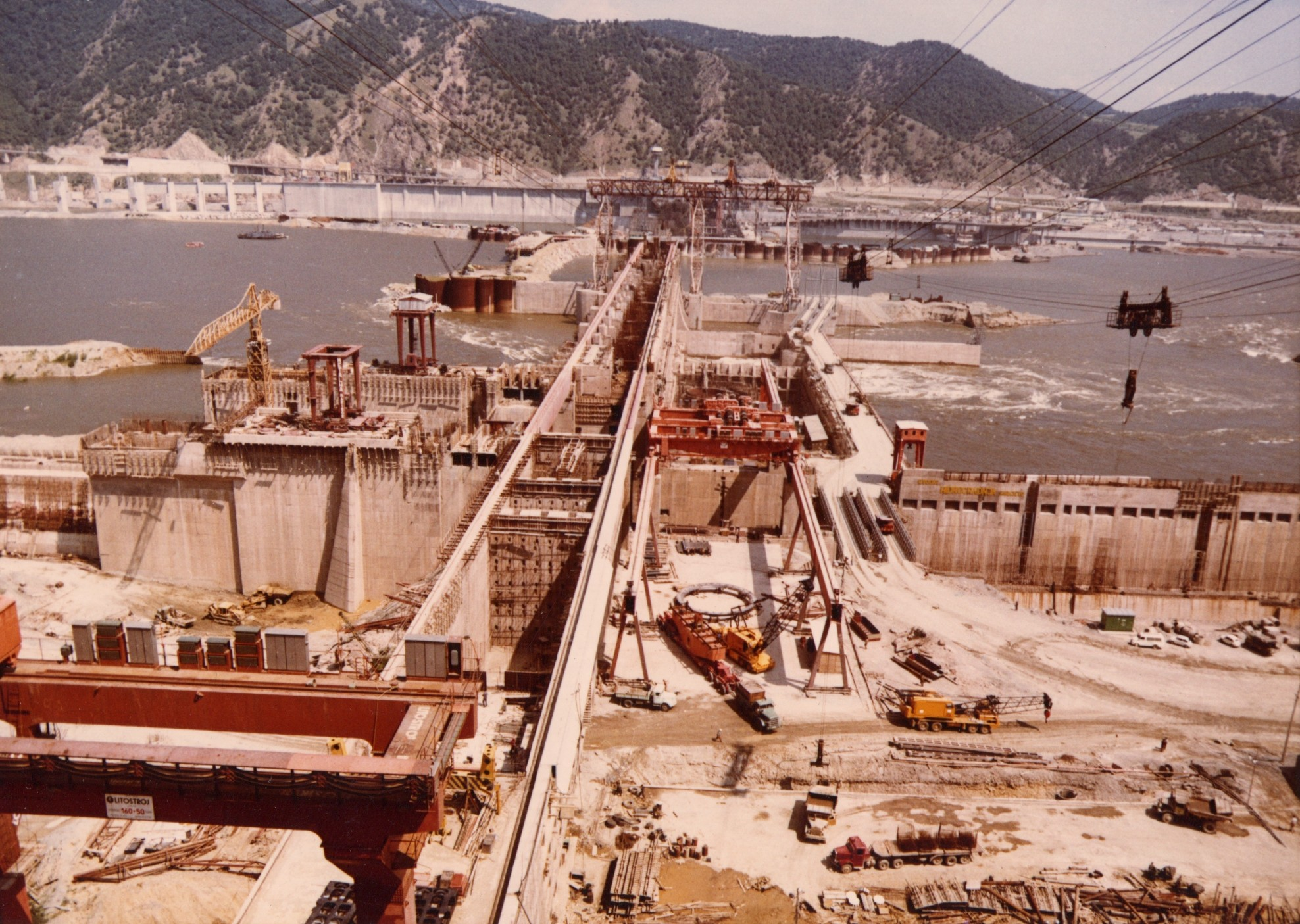
Șantierul hidrocentralei la mijlocul lui iulie 1969, văzut din Davidovăț, Iugoslavia spre Gura Văii, România; pe partea română se observă și construcția ecluzelor și a viaductelor noi ce astăzi sunt folosite de către DN6 și calea ferată Craiova-Caransebeș

Hidrocentrala Porțile de Fier I (în sârbă Хидроелектрана Ђердап 1, cu alfabetul latin: Hidroelektrana Đerdap 1) este cea mai mare hidrocentrală de pe fluviul Dunărea și are o putere instalată de 1.166,4 MW. În aval există și hidrocentrala Porțile de Fier II, cu puterea instalată de 251,2 MW. Ambele hidrocentrale sunt exploatate în parteneriat cu partea sârbă, centralele română și sârbă la Porțile de Fier I cumulând 2160 MW, iar cele de la Porțile de Fier II cumulând 500 MW; debitul maxim instalat a centralelor este de 8.700 m³/s. Centrala Porțile de Fier I este amplasată la 15 km amonte de orașul Drobeta Turnu-Severin, iar centrala Porțile de Fier II la 60 km în aval.
Navigația pe Dunăre este asigurată prin ecluze realizate pe ambele maluri la ambele obiective, ele având împreună o capacitate de trafic de 52,4 milioane tone/an pentru ecluzarea pe câte un sens și 37,2 milioane tone/an pentru ecluzarea în ambele sensuri.
Sistemul Porțile de Fier I este una din cele mai mari construcții hidrotehnice din Europa și cea mai mare de pe Dunăre. Lacul său de acumulare cu un volum de peste 2.200 milioane mc se întinde de la baraj până la confluența cu râul Tisa. Lacul cuprinde în principal zona Defileului Dunării, cel mai mare defileu din Europa, cuprins între localitățile Baziaș și Orșova. Zona Porțile de Fier are un bogat potențial arheologic, istoric și turistic. Pentru protejarea habitatului său natural deosebit, regiunea defileului Dunării a fost inclusă în Parcul Natural Porțile de Fier. Turbinele originale au fost construite de către LMZ Leningrad, dar ulterior construcția acestora a fost licențiată de UCM Reșița.
Regiunea Defileului Dunării reprezintă una din cele mai pitorești și atractive zone turistice, atât prin frumusețile naturale ale regiunii cât și prin monumentele istorice datând din perioada Imperiului Roman. Ruinele castrului roman Drobeta și ale podului construit de împăratul roman Traian peste Dunăre sunt numai câteva din atracțiile oferite de Muzeul Porțile de Fier din orașul Drobeta Turnu-Severin.